# مات الملك، عاش الملك!

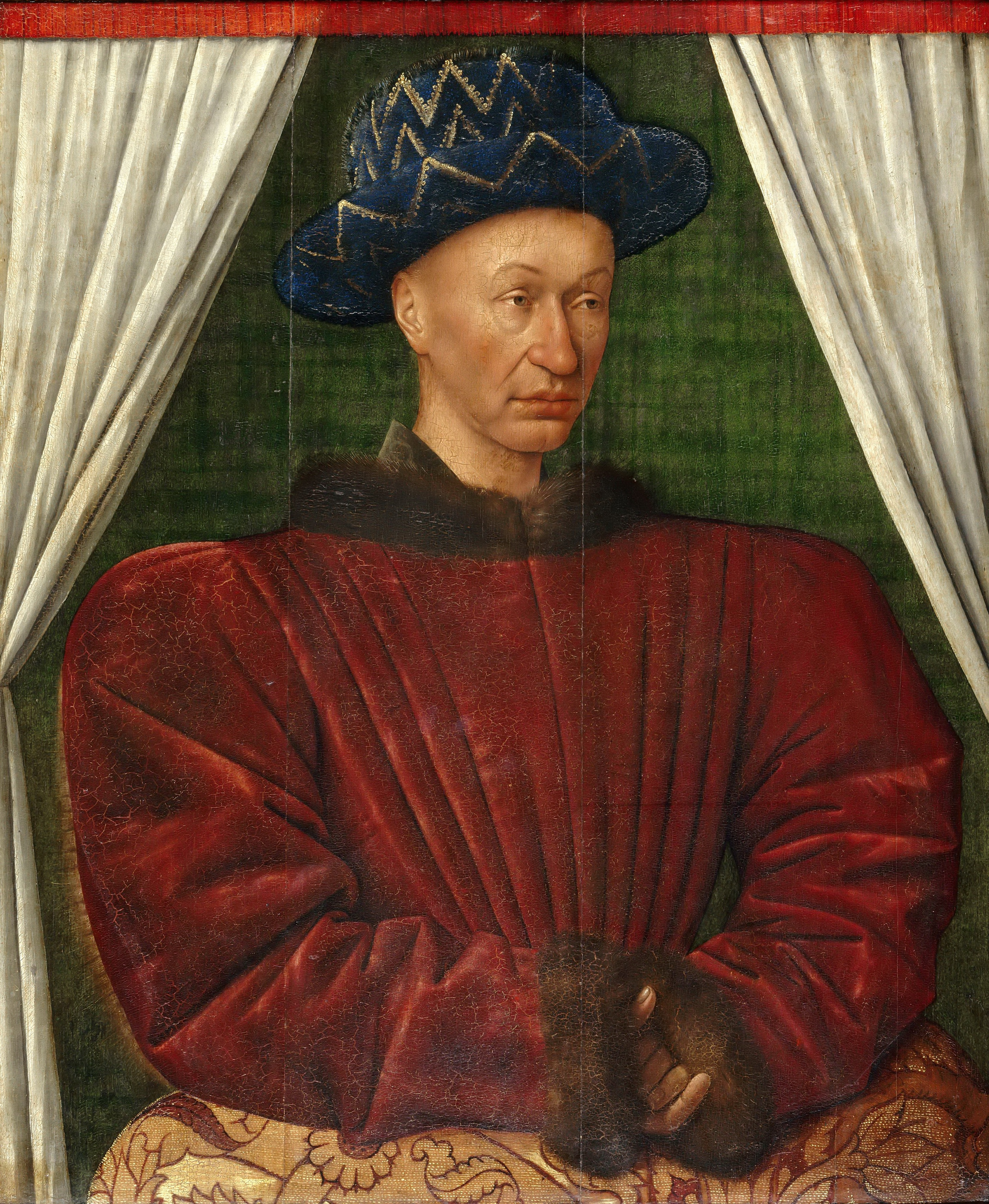
شارل السابع ملك فرنسا

مات الملك، عاش الملك! (بالإنجليزية: The king is dead, long live the king!)‏ أو اختصارًا عاش الملك! (بالإنجليزية: Long live the king!)‏؛ هي عبارة تختصر الإعلان التقليدي الرسمي للدول حين يعتلي ملك جديد العرش بعد وفاة الملك السابق. تبدو العبارة متناقضة، إذ في الآن ذاته الذي يُعلن فيه للشعب وفاة الملك السابق، يحيي الملك الجديد. أصبحت العبارة مثلًا يُضرب، وأخذت تُستخدم بانتظام عنوانًا للمقالات أو الافتتاحيات أو الإعلانات ذات الصلة بخلافة العرش في الدول الملكية وأحيانًا الجمهورية.
يُذكر أن روبرت سيسيل، أحد مهندسي عصبة الأمم، اختتم خطابه الشهير في الجلسة الأخيرة لعصبة الأمم بعبارة: «ماتت العصبة. عاشت الأمم المتحدة».